# 旅大型駆逐艦
旅大型駆逐艦（るだがたくちくかん、英: Luda-class destroyer）は、中国人民解放軍海軍の駆逐艦の艦級に対して付与されたNATOコードネーム。中国人民解放軍海軍での名称は051型駆逐艦（中国語: 051型驱逐舰）。
中華人民共和国が初めて開発した水上戦闘艦であり、江滬型フリゲートとともに、1970年代以降の中国海軍の主力艦として活躍した。20年にわたって17隻という多数が建造されており、一部艦が近代化改修を受けたこともあり、その艦容は非常に多彩となっている。

## 来歴
人民解放軍海軍は、1950年代中期にソビエト連邦から7号計画型駆逐艦（グネフヌイ級）4隻の供与を受け、鞍山級駆逐艦として運用することで、駆逐艦戦力の整備に着手した。以後、長期にわたって、同級は人民解放軍海軍最大の水上戦闘艦として活躍することになったが、その活動範囲はおおむね渤海に限定されており、外洋での活動能力は極めて限定的であった。
このことから、人民解放軍海軍として初めて、太平洋で行動しうる駆逐艦として開発されたのが本型である。1950年代末からの中ソ対立を受けてソ連からの技術援助を絶たれたために、設計面では、一世代前のソ連海軍の主力艦にあたるコトリン型（56型）をモデルとしている。
まず1967年から1971年にかけて8隻が建造された。これらの多くは、1980年に行われた大陸間弾道ミサイル（DF-5）発射実験の一環として、観測艦隊に参加してフィジー沖の南太平洋に派遣されて、本格的な外洋作戦行動を行っており、もともとこの任務のために建造されたとする見方もある。また1980年代前半に更に7隻が建造されたほか、1990年代初頭には、次世代駆逐艦向けの西側系技術を試験的に適用した改良型2隻が追加建造された。

## 初期建造艦（旅大I型; 051/051D/051Z型）
メインセンサーとなる対空・対水上捜索用の354型レーダーは前檣上に、また遠距離警戒用の515型レーダーは後檣直後に備えられた。ソナーとしては、捜索用の「ペガス2M」と攻撃用の「タミール2」が搭載された。また電波探知装置（ESM）はRW-23-1（NATO名「ジャグ・ペア」; ソ連製「ウォッチ・ドッグ」の中国版）であった。
主砲として58口径130mm連装砲を2基、艦首甲板と艦尾甲板に備えていた。また高角砲・機銃としては、当初建造艦では57mm連装砲を、改良型の051D型では60口径37mm機銃を備えていたほか、60口径25mm機銃も搭載していた。基本的には砲装型駆逐艦であり、砲熕兵器の合計数は20門に及んでいた。火器管制レーダーとしては、主砲用には343型レーダー（NATO名「ワスプ・ヘッド」; ソ連製「サン・バイザー」の中国版）を艦橋構造物上に備えていた。また高角機銃用の341型レーダー（NATO名「ライス・ランプ」）は、艦橋構造物上の343型レーダー直前と、後部甲板室上に1基ずつ備えられた。
原型艦との最も大きな違いが艦対艦ミサイルの装備であり、HY-1かHY-2の3連装発射機を1・2番煙突の後方に1基ずつ備えていた。その射撃指揮用としては、後檣上に352型レーダー（NATO名「スクエア・タイ」）を設置した。

### 防空指揮艦（051Z型）
1980年7月、当時建造途上にあった「大連」（110）はZKJ-1戦術情報処理装置の搭載改修を受けた。これは、673-II型コンピュータを中核として第709研究所（武漢数字工程研究所）および第724研究所（南京船舶雷達研究所）で開発されたもので、海神1号と称されていたものであった。1983年には、さらに「合肥」（132）も同仕様に改装された。これらの艦は、いずれも指揮艦として活動していたこともあり、381A型3次元対空捜索レーダーも装備している。
| #      | 艦名 （英語表記）  | 進水            | 就役            | 退役            | 備考                                               |
| 051型  | 051型              | 051型           | 051型           | 051型           | 051型                                              |
| ------ | ------------------ | --------------- | --------------- | --------------- | -------------------------------------------------- |
| 105    | 済南 （Jinan）     | 1968年 12月25日 | 1971年 12月31日 | 2007年 11月15日 | 1987年に航空艤装などを追加、旅大II型のNATO名を付与 |
| 106    | 西安 （Xian）      | 1970年 3月7日   | 1974年 11月28日 | 2007年 9月29日  |                                                    |
| 107    | 銀川 （Yinchuan）  | 1970年 6月19日  | 1976年 6月28日  | 2012年 10月18日 |                                                    |
| 131    | 南京 （Nanjing）   | 1970年 12月20日 | 1977年 2月6日   | 2012年 9月26日  | 海警部隊に移籍され、海警船として再就役             |
| 160    | 廣州 （Guangzhou） | 1970年 3月1日   | 1974年 6月30日  | 1978年          | 1978年、爆発事故によって大破する。                 |
| 161    | 長沙 （Changsha）  | 1970年 5月26日  | 1975年 12月31日 | 2008年 8月26日  | 標的艦に改装                                       |
| 162    | 南寧 （Nanning）   | 1970年 12月26日 | 1979年 3月23日  | 2012年 9月      | 海警部隊に移籍され、海警船として再就役             |
| 051D型 |                    |                 |                 |                 |                                                    |
| 108    | 西寧 （Xining）    | 1976年 10月31日 | 1980年 1月29日  | 2013年 9月25日  |                                                    |
| 109    | 開封 （Kaifeng）   | 1977年 10月28日 | 1982年          | 2019年 5月16日  | 1991年、051DT型として改装される。                  |
| 133    | 重慶 （Chongqing） | 1978年 5月23日  | 1983年 12月30日 | 2014年 9月26日  |                                                    |
| 134    | 遵義 （Zunyi）     | 1978年 11月19日 | 1984年 12月28日 | 2019年 5月16日  |                                                    |
| 163    | 南昌 （Nanchang）  | 1977年 12月28日 | 1982年 11月15日 | 2016年 9月8日   |                                                    |
| 164    | 桂林 （Guilin）    | 1980年 5月19日  | 1987年 7月10日  | 2019年 5月16日  |                                                    |
| 051Z型 |                    |                 |                 |                 |                                                    |
| 110    | 大連 （Dalian）    | 1979年 6月25日  | 1984年          | 2019年 5月16日  | 1991年、051DT型に準じて改装される。                |
| 132    | 合肥 （Hefei）     | 1977年 4月5日   | 1980年 3月18日  | 2012年 11月16日 |                                                    |

艦番号105～110は大連造船所において建造され、北海艦隊に配備された。艦番号131～134は中華造船所において建造され、東海艦隊に配備された。艦番号160～164は広州造船所において建造され、南海艦隊に配備された。

## 航空実験艦（旅大II型）
1987年、051型の1番艦である「済南」（105）は航空艤装を追加する改修を受け、旅大II型のNATOコードネームを付与された。
船尾の130ミリ砲と高角機銃は撤去され、かわりにヘリコプター甲板と哨戒ヘリコプター2機分のハンガーが設置された。
また戦術情報処理装置として、フランス製のトムソンCSF社（現タレス社）の TAVITAC（旧称 Vega IIIC）も搭載されたほか、ソナーも更新されたと考えられている。
| #   | 艦名 （英語表記） | 進水            | 就役            | 退役   | 備考 |
| --- | ----------------- | --------------- | --------------- | ------ | --- |
| 105 | 済南 （Jinan）    | 1968年 12月25日 | 1971年 12月31日 | 2007年 | 051型1番艦として60年代末に就役し80年代末に改修が施され再就役する。 以後西側から旅大II型と識別されることとなる。 |

改修後、艦番号105済南は、北海艦隊に配備された。

## 兵装近代化型（旅大III型; 051DT/G/GII型）
1991年、051D型の1隻である「開封」（109）は、フランスから輸入したクロタル8MS個艦防空ミサイル・システム（8連装発射機とカストールII火器管制レーダー）を搭載する改修を受けた。またこれを活用するため、戦術情報処理装置として「済南」（105）と同じくTAVITACを搭載したほか、対空捜索レーダーもDRBV-15「シー・タイガー」に換装されて、実用試験に供された。また高角機銃も、スウェーデン・ボフォース社とイタリア・ブレダ社のコンパット・フォーティ 40mm連装機銃の技術を導入した76A型37mm連装機関砲に変更された。これらの改修を受けて051DT型と称されるようになっており、また同年、051Z型であった「大連」（110）も同様の改修を受けた。
更に、これらの改修艦と同様の欧米系装備を施した新造艦として、1988年より2隻の建造が開始され、1990年に051G型の「湛江」（165）が、1991年に051GII型の「珠海」（166）が就役した。051GII型は艦対艦ミサイルや対潜戦システムに改良を加えられている。
これらは、個艦防空ミサイル・システムとしてクロタルの国産化版であるHHQ-7を搭載したほか、特に051GII型では、ソナーを船首装備のDUBV-23および可変深度式のDUBV-43の組み合わせに変更するとともに、イタリア製のB515をベースとした3連装短魚雷発射管が搭載されており、Yu-7短魚雷（A244およびMk.46短魚雷の山寨版）を発射できる。また051GII型では、後檣上に051Z型と同型の3次元レーダーである381型レーダーを備えている。
また艦対艦ミサイルは、051G/GII型ではYJ-8の4連装発射機を4基備えていたが、新型のYJ-83に後日換装しており、051DT型でも同様の換装を行っている。
| 109        | 開封 （Kaifeng）   | 1977年 10月28日 | 1982年 | 2019年 5月16日 | 北海艦隊 | 1991年に改修後、051DT型として再就役。    |
| 110        | 大連 （Dalian）    | 1979年 6月25日  | 1984年 | 2019年 5月16日 | 北海艦隊 | 1991年に改修後、051Z改修型として再就役。 |
| 051G/GII型 |                    |                 |        |                |          |                                          |
| 165        | 湛江 （Zhanjiang） | 1990年          | 1990年 | 2020年 8月28日 | 南海艦隊 |                                          |
| 166        | 珠海 （Zhuhai）    | 1990年          | 1991年 | 2020年 8月28日 | 南海艦隊 |                                          |

## 諸元表
|          | 旅大I型                                        | 旅大I型                      | 旅大I型                      | 旅大II型                                  | 旅大III型                                 | 旅大III型                                                       |                              |
| 051型    | 051D型                                         | 051Z型                       | 051DT型                      | 旅大II型                                  | 051G型                                    |                                                                 |                              |
| -------- | ---------------------------------------------- | ---------------------------- | ---------------------------- | ----------------------------------------- | ----------------------------------------- | --------------------------------------------------------------- | ---------------------------- |
| 兵装     | 76型58口径130mm連装砲×2基                      | 76型58口径130mm連装砲×2基    | 76型58口径130mm連装砲×2基    | 76型58口径130mm連装砲×1基                 | 76型58口径130mm連装砲×2基                 | 99型56口径100mm連装砲H/PJ33B×2基 ※竣工時は76型58口径130mm連装砲 |                              |
| 兵装     | 66式57mm連装砲×4基                             | 61型37mm連装機銃×2基         | 61型37mm連装機銃×2基         | 61型37mm連装機銃×2基                      | 76A型37mm連装機銃×3基                     | 76A型37mm連装機銃×3基                                           |                              |
| 兵装     | 61式25mm連装機銃×4基                           |                              |                              |                                           |                                           |                                                                 |                              |
| 兵装     | -                                              | -                            | -                            | -                                         | クロタル短SAM 8連装発射機×1基             | HQ-7短SAM 8連装発射機×1基                                       |                              |
| 兵装     | HY-2SSM 3連装発射筒×2基                        | HY-2SSM 3連装発射筒×2基      | HY-2SSM 3連装発射筒×2基      | HY-2SSM 3連装発射筒×2基                   | YJ-8SSM 連装発射筒×4基 ※YJ-83に後日換装   | YJ-83SSM 4連装発射筒×4基                                        |                              |
| 兵装     | 75式12連装240mm対潜ロケット砲（FQF-2500）×2基  |                              |                              |                                           |                                           |                                                                 |                              |
| 兵装     | BMB-2 爆雷投射機×4基                           | BMB-2 爆雷投射機×4基         | BMB-2 爆雷投射機×4基         | BMB-2 爆雷投射機×4基                      | 3連装短魚雷発射管×2基                     | 3連装短魚雷発射管×2基                                           |                              |
| 艦載機   | -                                              | -                            | -                            | Z-9C 哨戒ヘリコプター×2機                 | -                                         | -                                                               |                              |
| C4I      | CIC非設置                                      | CIC非設置                    | ZKJ-1戦術情報処理装置        | TAVITAC戦術情報処理装置                   | TAVITAC戦術情報処理装置                   | ZKJ-4戦術情報処理装置 + HN-900データ・リンク                    |                              |
| FCS      | 343型 主砲用×1基                               | 343型 主砲用×1基             | 343型 主砲用×1基             | 343型 主砲用×1基                          | 343G型/344型 主砲用×1基                   | 343G型/344型 主砲用×1基                                         |                              |
| FCS      | －                                             | 341型 機銃用×2基             | 341型 機銃用×2基             | 341型 機銃用×2基                          | 347型 機銃用×2基                          | 347型 機銃用×2基                                                |                              |
| FCS      | 352型 SSM用×1基                                | 352型 SSM用×1基              | 352型 SSM用×1基              | 352型 SSM用×1基                           | 345型 短SAM用×1基                         | 345型 短SAM用×1基                                               |                              |
| レーダー | 354型 対空・対水上捜索用×1基                   | 354型 対空・対水上捜索用×1基 | 354型 対空・対水上捜索用×1基 | 354型 対空・対水上捜索用×1基              | 363型 対空・対水上捜索用×1基              | 363型 対空・対水上捜索用×1基                                    | 363型 対空・対水上捜索用×1基 |
| レーダー | 515型 対空捜索用×1基                           | 515型 対空捜索用×1基         | 381A型 3次元式×1基           | 517A型 対空捜索用×1基 ※051GII型のみ381A型 | 517A型 対空捜索用×1基 ※051GII型のみ381A型 | 517A型 対空捜索用×1基 ※051GII型のみ381A型                       |                              |
| レーダー | 751型 航海用×1基                               | 751型 航海用×1基             | 751型 航海用×1基             | 751型 航海用×1基                          | RM-1290 航海用×1基                        | RM-1290 航海用×1基                                              | RM-1290 航海用×1基           |
| ソナー   | ペガス2M 捜索用                                | ペガス2M 捜索用              | ペガス2M 捜索用              | ペガス2M 捜索用                           | SJD-2 捜索用                              | DUBV-23 船首装備式                                              |                              |
| ソナー   | タミール2 攻撃用                               | タミール2 攻撃用             | タミール2 攻撃用             | タミール2 攻撃用                          | SJD-4 攻撃用                              | DUBV-23 船首装備式                                              |                              |
| ソナー   | -                                              | -                            | -                            | -                                         | -                                         | DUBV-43 可変深度式                                              |                              |
| 電子戦   | RW-23-1電波探知装置                            | RW-23-1電波探知装置          | RW-23-1電波探知装置          | RW-23-1電波探知装置                       | HZ-100電波探知妨害装置                    | HZ-100電波探知妨害装置                                          |                              |
| 電子戦   | 946型チャフ発射機 ×2基 ※初期建造艦では後日装備 |                              |                              |                                           |                                           |                                                                 |                              |